# Chiesa di Sant'Eustachio (Scanno)
La chiesa di Sant'Eustachio è sita a Scanno, in provincia dell'Aquila, ed è intitolata alla Madonna di Loreto e a sant'Eustachio (quest'ultimo è anche il patrono di Scanno).

## Storia

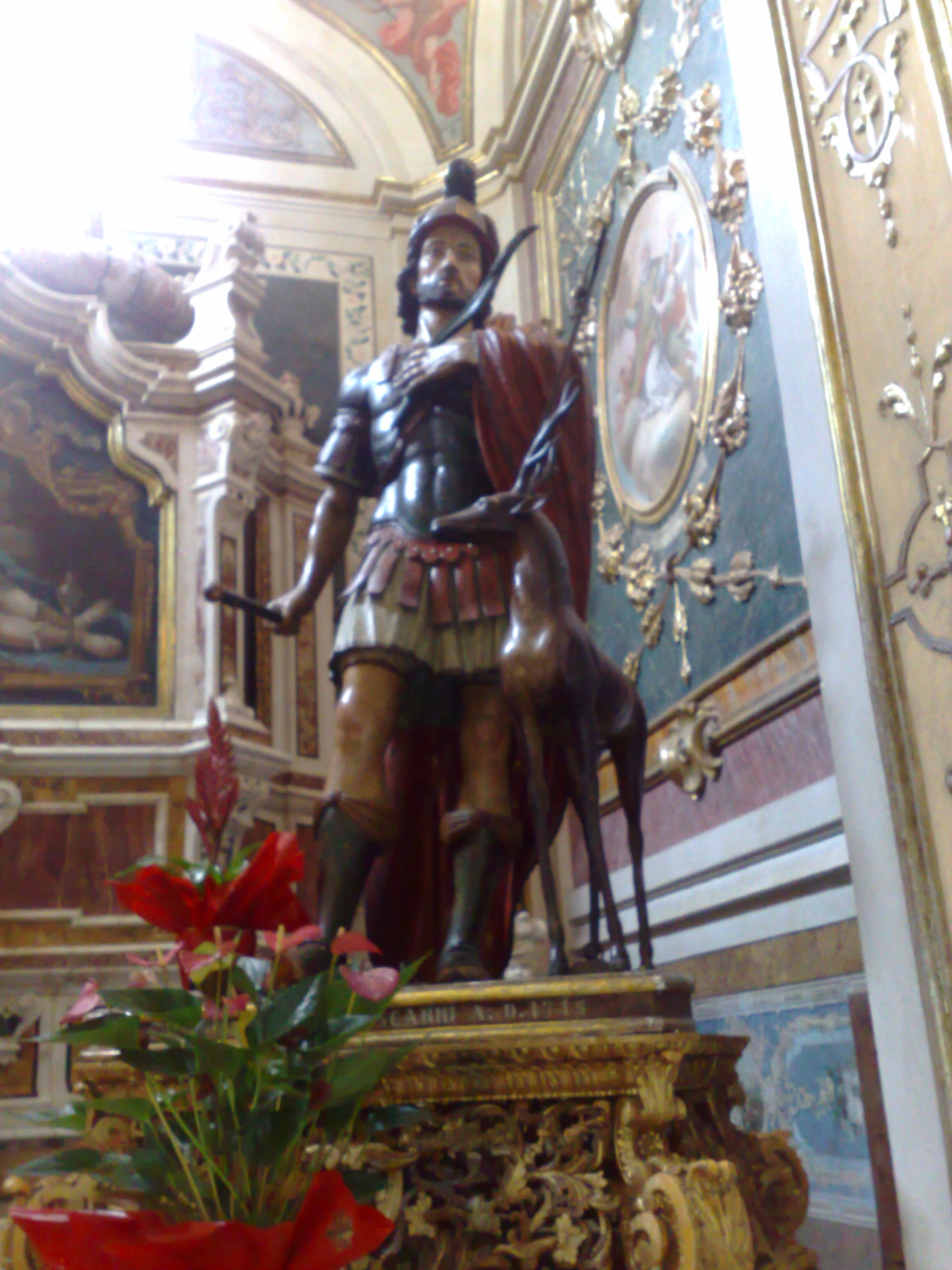
La statua di sant'Eustachio posta nella cappella di San Costanzo nella chiesa di Santa Maria della Valle prima della riapertura della Chiesa a lui dedicata

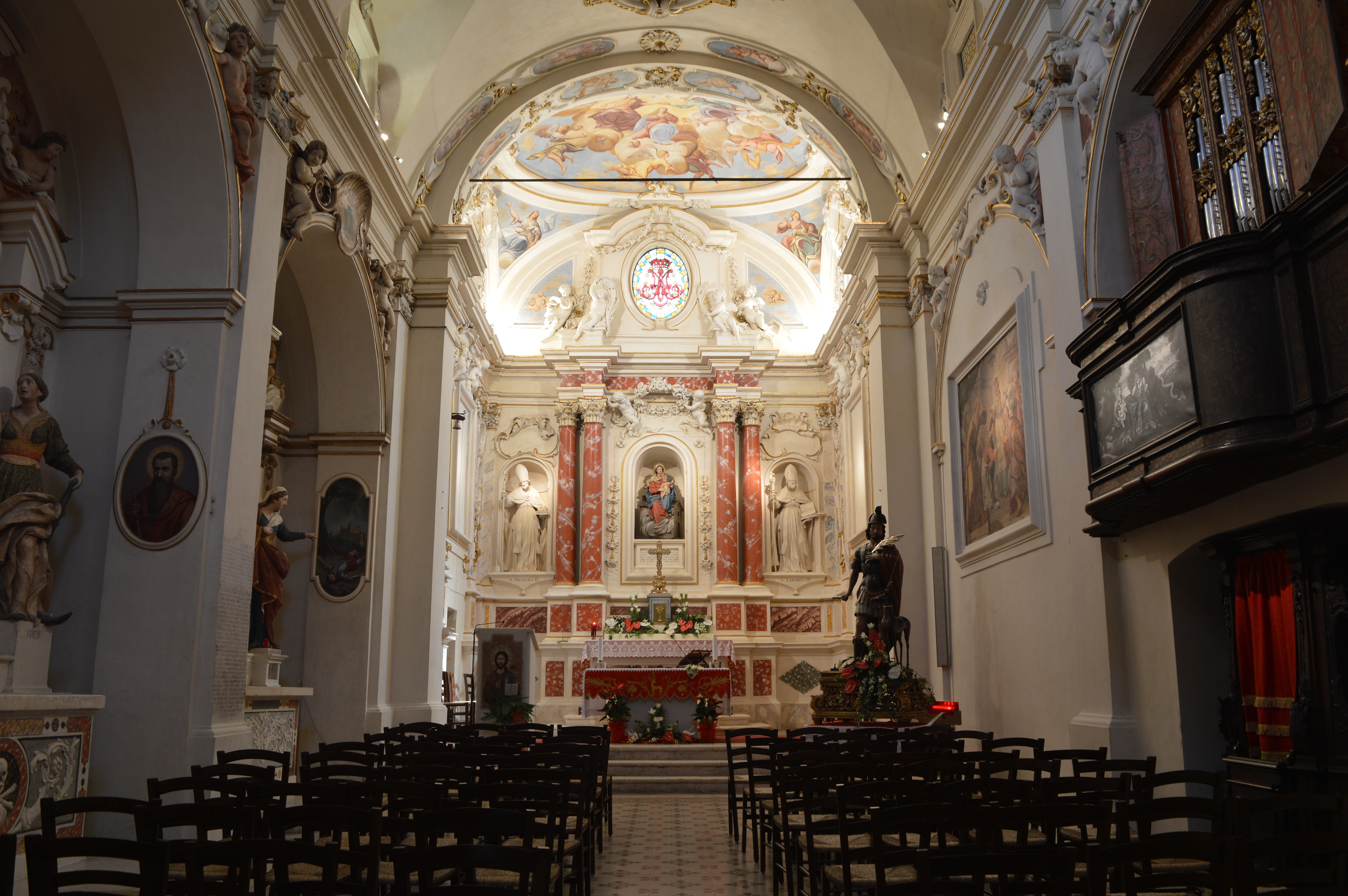
L'interno della Chiesa dopo i restauri

La chiesa risale al XII secolo ed in seguito risulta citata in bolle dei papi Adriano IV, Lucio III, Clemente III, Onorio III, Clemente VI.
Originariamente era la chiesa principale di Scanno vista la fede rivelata dal popolo del paese verso tale chiesa quando venne convertito al cristianesimo ed ancor oggi i parroci vengono ordinati prima in questa chiesa poi nella chiesa principale.
Nel 1693 la chiesa venne demolita in seguito al terremoto di Sora del 1654 e ricostruita a spese dell'Università di Scanno e dai fedeli nel 1712, ricostruzione affidata all'architetto Giovan Battista Gianni mentre l'altare viene ricostruito nel 1698 da D. Loreto Colarossi. Quest'intervento fu voluto dal cappellano e rettore Loreto Colarossi. In questo frangente la cappella della Madonna di Loreto fu eretta in collaborazione con Francesco Ferradini. Dopo la realizzazione del campanile e la morte di Ferradini, G. B. Gianni eseguì anche le altre cappelle, tra cui quella di Sant'Eustachio, in cui vi era la statua del santo.
Importanti gli altri due altari dedicate alle anime del Purgatorio e a san Gaetano da Thiene.
Dei riadattamenti, delle dorature e delle pitture furono eseguite nel 1905 a spese di Maria Di Rienzo.
Dal 2002 si è incominciato il restauro che ha portato alla chiusura dell'edificio nel 2004. È stata riaperta solo nel 2013, il giorno 17 agosto, con cui viene dedicato il nuovo altare per mano del vescovo di Sulmona-Valva mons. Angelo Spina e del parroco di Scanno mons. Carmelo Rotolo.

## Struttura
Il prospetto è a coronamento orizzontale e suddiviso su tre livelli con una finestra posta in asse col portale.

La facciata è intonacata, inoltre presenta una Zoccolatura in cemento.
Il portale duecentesco, con degli influssi di arte pagana, è servito da tre gradini. Sopra vi è un archivolto lunettato con colonnine interne.
L'interno è aula ad unica navata con volta a botte affrescata da Francesco Antonio Borzillo nel 1698 con l'"Incoronazione della Madonna, i quattro angeli e l'arco trionfale" con una finta apertura e lo stile del dipinto che fanno risalire l'opera al barocco, e tre cappelle per lato separate mediante dei paramenti murari ad arco, nelle quali sono conservati dei dipinti e delle statue tra cui:

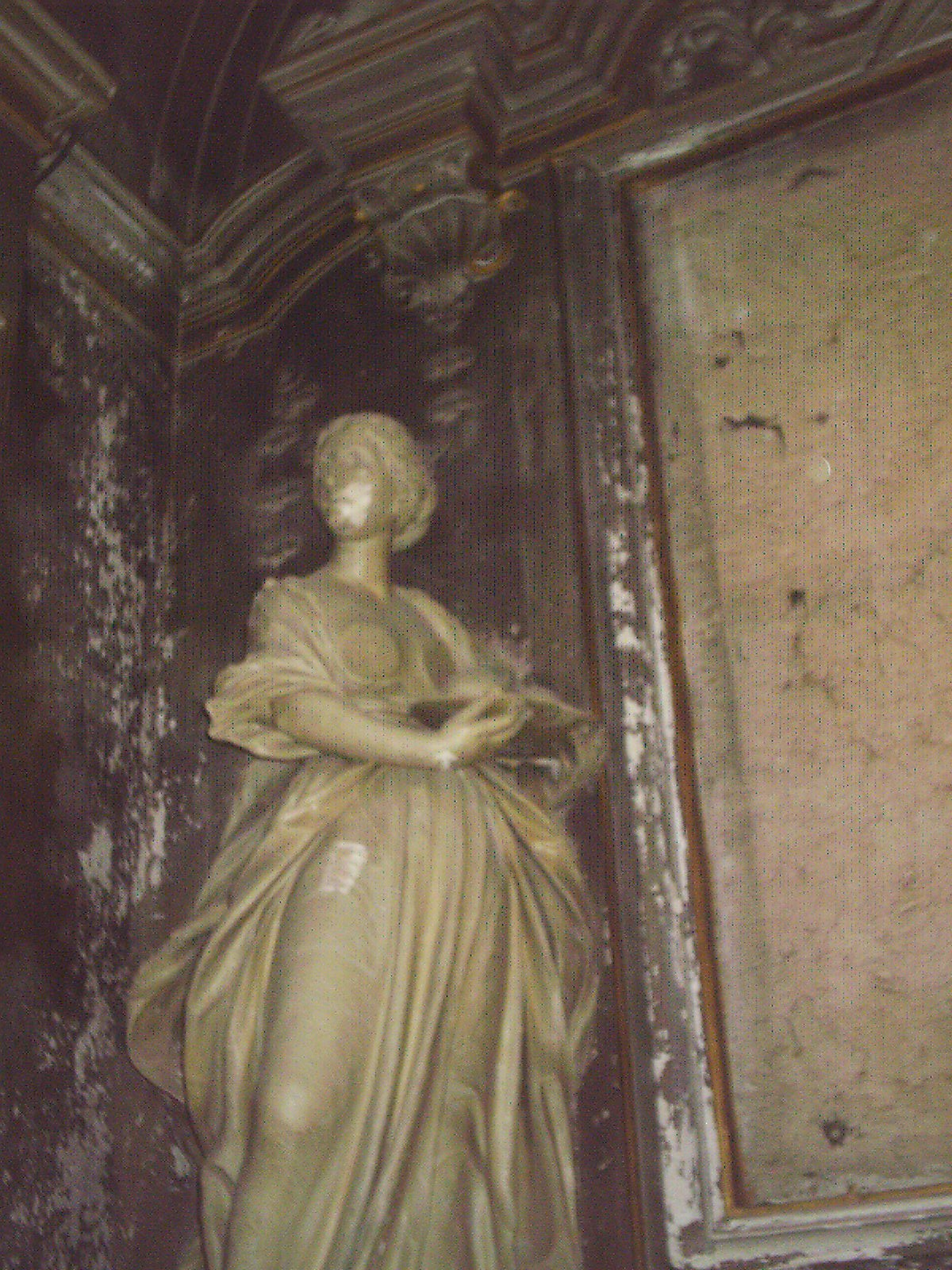
La statua di sant'Agata posta nella prima cappella a sinistra, così come appariva prima del restauro terminato nel 2013

- Statua in cartapesta della Vergine di Loreto (XV secolo):
- Sant'Eustachio;
- Sant'Agata che tiene in mano un cuscinetto con i suoi seni mozzati nel suo martirio;
- Sant'Apollonia con in mano le tenaglie con cui le furono fracassate le mascelle;
- San Liborio;
- San Nicola;
- Fede;
- Speranza;
- Carità;
- Santa Lucia che tiene in mano un cuscinetto con i suoi occhi;
- Santa Barbara.

I paramenti murari delle cappelle constano di aperture chiuse solo da un lato.
L'organo è posto sopra la cantoria posta sul lato destro dell'aula.